# Chichac
Chichac är en ort i Mexiko.   Den ligger i kommunen Puebla och delstaten Puebla, i den sydöstra delen av landet, 100 km sydost om huvudstaden Mexico City. Chichac ligger 2 064 meter över havet och antalet invånare är 251.
Terrängen runt Chichac är platt åt nordost, men åt sydväst är den kuperad. Runt Chichac är det mycket glesbefolkat, med 4 invånare per kvadratkilometer. Närmaste större samhälle är Puebla de Zaragoza, 12,4 km nordost om Chichac. I omgivningarna runt Chichac växer huvudsakligen savannskog.